# Antonio Zanolini
Antonio Zanolini (Bologna, 31 gennaio 1791 – Bologna, 24 novembre 1877) è stato un politico italiano.
Una via di Bologna porta il suo nome.

## Opere
- Antonio Zanolini, Antonio Aldini e i suoi tempi: narrazione storica con documenti inediti o poco noti, 2 voll., Firenze, Le Monnier, 1864-1867.
- Antonio Zanolini, La rivoluzione avvenuta nello stato romano l'anno 1831: narrazione storica, Bologna, Stab. tip. Monti, 1878.
- Antonio Zanolini, Il diavolo del Sant'Ufficio, ossia Bologna dal 1789 al 1800: narrazione storico-romanzesca, 4 voll., Bologna, Tip. G. Cenerelli, 1887-1889.